# Phostria regalis
Phostria regalis là một loài bướm đêm trong họ Crambidae.